# Otra primavera
Otra primavera es una película dramática mexicana de 1950 dirigida por Alfredo B. Crevenna y protagonizada por Libertad Lamarque y Ernesto Alonso.
Esta película es la segunda de las cinco producciones que Lamarque realizó con Crevenna, las otras siendo La dama del velo (1949), Huellas del pasado (1950), La mujer sin lágrimas (1951), y Si volvieras a mí (1954).

## Argumento
Arturo (Ernesto Alonso) queda viudo y piensa que al fin podrá hacer su vida con la mujer que siempre amó, Amelia (Libertad Lamarque) y reconocer a los hijos que tuvo con ella. Por su parte, ella teme que la gente empiece a hablar mal y sobre todo que sus hijos la cuestionen. Por su lado, la hija de Arturo se molesta con la llegada de Amelia y sus hijos y promete hacerles la vida imposible, mientras la duda sobre las circunstancias de la muerte de la anterior mujer de Arturo permanecen.

## Reparto
- Libertad Lamarque como Amelia.
- Ernesto Alonso como Arturo Montesinos.
- Patricia Morán como Cristina.
- Alberto Galán como Javier.
- Alicia Grau como Marta, adulta.
- Carlos Navarro como Raúl, adulto.
- Héctor López Portillo como Eugenio.
- Carlos Martínez Baena como Papá de Amelia.
- María Gentil Arcos como Faustina, sirvienta.
- Paco Martínez como Dionisio, mayordomo (como Francisco Martínez).
- Azucena Rodríguez como Marta, niña.
- Luis Rodríguez como Raúl, niño.
- Daniel Arroyo como Invitado a fiesta (no acreditado).
- Ricardo Avendaño como Hombre en funeral (no acreditado).
- Victorio Blanco como Invitado a boda (no acreditado).
- Jorge Chesterking como Invitado a fiesta (no acreditado).
- Irma Dorantes como Invitada a fiesta (no acreditada).
- Enedina Díaz de León como Sirvienta (no acreditada).
- José Luis Fernández como Hombre entre multitud (no acreditado).
- Lidia Franco como Doña María del Carmen (no acreditada).
- Ana María Hernández como Invitada a fiesta (no acreditada).
- Velia Lupercio como Invitada a recepción (no acreditada).
- Concepción Martínez como Invitada a boda (no acreditada).
- Álvaro Matute como Policía (no acreditado).
- Rubén Márquez como Invitado a fiesta (no acreditado).
- Ignacio Peón como Feliciano (no acreditado).
- Juan Pulido como Presidente del consejo (no acreditado).
- María Valdealde como Invitada a fiesta (no acreditada).